# Lista över NFL-mästare
Detta är en lista över NFL-mästare fram till sammanslagningen av AFL och NFL 1970. För segrare därefter, se Super Bowl.

## Mästare efter seriespel
Notera: Åren 1920–1971 räknade inte NFL oavgjorda matcher som vinst.
| Säsong | Lag                      | Vinster | Förluster | Oavgjorda | %     |
| ------ | ------------------------ | ------- | --------- | --------- | ----- |
| 1920   | Akron Pros1              | 8       | 0         | 3         | 1.000 |
| 1921   | Chicago Staleys2         | 9       | 1         | 1         | .900  |
| 1922   | Canton Bulldogs          | 10      | 0         | 2         | 1.000 |
| 1923   | Canton Bulldogs (2)      | 11      | 0         | 1         | 1.000 |
| 1924   | Cleveland Bulldogs3      | 7       | 1         | 1         | .875  |
| 1925   | Chicago Cardinals4       | 11      | 2         | 1         | .846  |
| 1926   | Frankford Yellow Jackets | 14      | 1         | 2         | .933  |
| 1927   | New York Giants          | 11      | 1         | 1         | .917  |
| 1928   | Providence Steam Roller  | 8       | 1         | 2         | .889  |
| 1929   | Green Bay Packers        | 12      | 0         | 1         | 1.000 |
| 1930   | Green Bay Packers (2)    | 10      | 3         | 1         | .769  |
| 1931   | Green Bay Packers (3)    | 12      | 2         | 0         | .857  |
| 1932   | Chicago Bears5 (2)       | 7       | 1         | 6         | .875  |

1. Ingen officiell ställning fastslogs för 1920 års säsong, och mästerskapet tilldelades Akron Pros i ett ligamöte den 30 april 1921. Klubbar spelade även mot andra lag.
2. Laget Buffalo All-Americans stred om titeln men förlorade. Chicago Staleys bytte namn till Chicago Bears 1922.
3. NFL betraktar Canton Bulldogs och Cleveland Bulldogs som olika lag.
4. Chicago Cardinals förklarades NFL-mästare 1925 efter ligans kontrovers rörande Pottsville Maroons.
5. Mot slutet av säsongen 1932 slutade Chicago Bears och Portsmouth Spartans på samma position i kampen om förstaplatsen. Chicago Bears vann en playoffmatch med 9-0.

## NFL-mästerskap
| Eastern/American Division/Conference | Western/National Division/Conference |

| Säsong | Vinnarlag               | Resultat   | Förlorarlag         | Spelplats                                  | Publiksiffror |
| ------ | ----------------------- | ---------- | ------------------- | ------------------------------------------ | ------------- |
| 1933   | Chicago Bears (3)       | 23-21      | New York Giants     | Wrigley Field                              | 26 000        |
| 1934   | New York Giants (2)     | 30-13      | Chicago Bears       | Polo Grounds                               | 35 059        |
| 1935   | Detroit Lions           | 26-7       | New York Giants     | University of Detroit Stadium              | 15 000        |
| 1936   | Green Bay Packers (4)   | 21-6       | Boston Redskins     | Polo Grounds (2)                           | 29 545        |
| 1937   | Washington Redskins     | 28-21      | Chicago Bears       | Wrigley Field (2)                          | 15 870        |
| 1938   | New York Giants (3)     | 23-17      | Green Bay Packers   | Polo Grounds (3)                           | 48 120        |
| 1939   | Green Bay Packers (5)   | 27-0       | New York Giants     | Wisconsin State Fair Park (West Allis, WI) | 32 279        |
| 1940   | Chicago Bears (4)       | 73-0       | Washington Redskins | Griffith Stadium                           | 36 034        |
| 1941   | Chicago Bears (5)       | 37-9       | New York Giants     | Wrigley Field (3)                          | 13 341        |
| 1942   | Washington Redskins (2) | 14-6       | Chicago Bears       | Griffith Stadium (2)                       | 36 006        |
| 1943   | Chicago Bears (6)       | 41-21      | Washington Redskins | Wrigley Field (4)                          | 34 320        |
| 1944   | Green Bay Packers (6)   | 14-7       | New York Giants     | Polo Grounds (4)                           | 46 016        |
| 1945   | Cleveland Rams          | 15-14      | Washington Redskins | Cleveland Municipal Stadium                | 32 178        |
| 1946   | Chicago Bears (7)       | 24-14      | New York Giants     | Polo Grounds (5)                           | 58 346        |
| 1947   | Chicago Cardinals (2)   | 28-21      | Philadelphia Eagles | Comiskey Park                              | 30 759        |
| 1948   | Philadelphia Eagles     | 7-0        | Chicago Cardinals   | Shibe Park                                 | 36 309        |
| 1949   | Philadelphia Eagles (2) | 14-0       | Los Angeles Rams    | Los Angeles Memorial Coliseum              | 27 980        |
| 1950   | Cleveland Browns        | 30-28      | Los Angeles Rams    | Cleveland Municipal Stadium (2)            | 29 751        |
| 1951   | Los Angeles Rams (2)    | 24-17      | Cleveland Browns    | Los Angeles Memorial Coliseum (2)          | 57 522        |
| 1952   | Detroit Lions (2)       | 17-7       | Cleveland Browns    | Cleveland Municipal Stadium (3)            | 50 934        |
| 1953   | Detroit Lions (3)       | 17-16      | Cleveland Browns    | Briggs Stadium                             | 54 577        |
| 1954   | Cleveland Browns (2)    | 56-10      | Detroit Lions       | Cleveland Municipal Stadium (4)            | 43 827        |
| 1955   | Cleveland Browns (3)    | 38-14      | Los Angeles Rams    | Los Angeles Memorial Coliseum (3)          | 85 693        |
| 1956   | New York Giants (4)     | 47-7       | Chicago Bears       | Yankee Stadium                             | 56 836        |
| 1957   | Detroit Lions (4)       | 59-14      | Cleveland Browns    | Briggs Stadium (2)                         | 55 263        |
| 1958   | Baltimore Colts         | 23-17 (OT) | New York Giants     | Yankee Stadium (2)                         | 64 185        |
| 1959   | Baltimore Colts (2)     | 31-16      | New York Giants     | Memorial Stadium                           | 57 545        |
| 1960   | Philadelphia Eagles (3) | 17-13      | Green Bay Packers   | Franklin Field                             | 67 325        |
| 1961   | Green Bay Packers (7)   | 37-0       | New York Giants     | "New" City Stadium                         | 39 029        |
| 1962   | Green Bay Packers (8)   | 16-7       | New York Giants     | Yankee Stadium (3)                         | 64 892        |
| 1963   | Chicago Bears (8)       | 14-10      | New York Giants     | Wrigley Field (5)                          | 45 801        |
| 1964   | Cleveland Browns (4)    | 27-0       | Baltimore Colts     | Cleveland Municipal Stadium (5)            | 79 544        |
| 1965   | Green Bay Packers (9)   | 23-12      | Cleveland Browns    | Lambeau Field (2)                          | 50 777        |
| 1966   | Green Bay Packers (10)  | 34-27      | Dallas Cowboys      | Cotton Bowl                                | 74 152        |
| 1967   | Green Bay Packers (11)  | 21-17      | Dallas Cowboys      | Lambeau Field (3)                          | 50 861        |
| 1968   | Baltimore Colts (3)     | 34-0       | Cleveland Browns    | Cleveland Municipal Stadium (6)            | 78 410        |
| 1969   | Minnesota Vikings (1)   | 27-7       | Cleveland Browns    | Metropolitan Stadium                       | 46 503        |

- Åren 1950, 1951 och 1952 var ligans två divisioner (Eastern Conference och Western Conference) omdöpta till American Conference och National Conference. 1953, döptes divisionernaåterigen om till Eastern Conference och Western Conference.
- Mellan 1966 och sammanslagningen 1970, fortsatte NFL-mästarna att möta AFL-mästarna i Super Bowl I, II, III och IV.
- Platsen vid Wisconsin State Fair Park där Green Bay Packers spelade sina två matcher ett år är en del av Milwaukee Mile.

## Mästerskapsmatchdeltagande 1933-1969
| Eastern/American Division/Conference | Western/National Division/Conference |

| Antal | Lag                        | Vinster | Förluster | Procent |
| ----- | -------------------------- | ------- | --------- | ------- |
| 14    | New York Giants            | 3       | 11        | .214    |
| 11    | Cleveland Browns           | 4       | 7         | .364    |
| 10    | Green Bay Packers          | 8       | 2         | .800    |
| 10    | Chicago Bears              | 6       | 4         | .600    |
| 6     | Boston/Washington Redskins | 2       | 4         | .333    |
| 5     | Detroit Lions              | 4       | 1         | .800    |
| 5     | Cleveland/Los Angeles Rams | 2       | 3         | .400    |
| 4     | Baltimore Colts            | 3       | 1         | .750    |
| 4     | Philadelphia Eagles        | 3       | 1         | .750    |
| 2     | Chicago Cardinals          | 1       | 1         | .500    |
| 2     | Dallas Cowboys             | 0       | 2         | .000    |
| 1     | Minnesota Vikings          | 1       | 0         | 1.000   |